# Louise de Kergariou
Pour les articles homonymes, voir Famille de Kergariou et Archdeacon.
Louise de Kergariou (21 juillet 1854 à Paris - 17 septembre 1915 à Perharidy à Roscoff), née Archdeacon,, est la fondatrice d'un des premiers centres héliomarins, le sanatorium de Perharidy à Roscoff.

## Biographie
D'une lointaine origine irlandaise apparentée aux Saint Léger, descendante d'une branche qui fit fortune à Dunkerque, elle épouse un avocat, le marquis Charles de Kergariou, conseiller municipal de Lannion, ville qu'il avait défendu durant la guerre de 70. Son mari, devenu conseiller général, est élu le 4 octobre 1885 député des Côtes-du-Nord, mandat durant lequel il défend des positions à la fois monarchistes, anticolonialistes et antilaïques . Elle est la marraine de son neveu, le peintre Kerga.
À Lannion, ville près de laquelle se trouve le château de son mari, elle ouvre une cantine à laquelle les indigents accèdent par un bon. Veuve en 1897 au terme de la longue maladie de son mari, sans descendance, elle délaisse le château familial de Lannuguy et acquiert quatre hectares désertiques sur la péninsule de Perharidy, à l'écart de Roscoff, au nord du domaine où le colonel Geoffroy et sa femme, héritière Laurent, ont fait construire le château de Laber sept ans plus tôt.
En 1900, elle perd son père, et en juillet, un an après l'inauguration, à Roscoff même, du premier centre de thalassothérapie par le Docteur Louis  Bagot, elle se fait le mécène d'un sanatorium destiné aux enfants atteints de tuberculose osseuse ou ganglionnaire. Celui-ci ouvre à Perharidy le 11 juillet 1901. En 1904, elle se réserve trois pièces dans le nouveau bâtiment du sanatorium, où elle vit désormais, se consacrant entièrement à sa gestion et son développement mais dès 1906, la maladie l'affaiblit. Elle meurt au début de la Grande guerre soignée par les dominicaines de l'établissement.
Après son décès, la direction du centre est reprise par sa nièce, la comtesse Hélène de Fontenilliat, qui ouvrira deux annexes, une post-cure au château de Laber et, à proximité de celui ci dans un bâtiment neuf, un centre pour invalides chroniques. Toujours géré par la Fondation Ildys (anciennement Centre Hélio Marin), celle-ci est aujourd'hui un établissement privé à but non lucratif de deux cent cinquante cinq lits spécialisé dans la coordination multidisciplinaire et la prise en charge des maladies chroniques ou réadaptation.